# Çürüklü (Kozan)
Çürüklü ist ein Ortsteil (Mahalle) im Landkreis Kozan der türkischen Provinz Adana mit 320 Einwohnern (Stand: Ende 2024). Im Jahr 2011 hatte der Ort 282 Einwohner.